# Ghost of Love
Ghost of Love is een nummer van de Britse new waveband Fiction Factory uit 1983, heruitgegeven 1984. Het is de eerste en later ook de derde single van hun debuutalbum Throw the Warped Wheel Out.
Het nummer was er al in 1983, maar na het succes van opvolger (Feels Like) Heaven, werd het in 1984 opnieuw uitgebracht. Toch werd "Ghost of Love" niet zo succesvol als de voorganger; het bereikte de 64e positie in thuisland het Verenigd Koninkrijk en de 49e positie in Duitsland. In het Nederlandse taalgebied werden de hitlijsten zelfs helemaal niet gehaald.

## Tracklijst
7"-single
1. "Ghost of Love" - 3:36
2. "The Other Side of Grey" - 4:14

12"-single
1. "Ghost of Love (extended mix)" - 5:16
2. "The Other Side of Grey" - 4:14
3. "Old Game Blue Flame" - 2:55